# Gmina Nowe
Die Gmina Nowe ['nɔvɛ] ist eine Stadt-und-Land-Gemeinde im Powiat Świecki der Woiwodschaft Kujawien-Pommern in Polen. Ihr Sitz ist die gleichnamige Stadt (deutsch Neuenburg i. Westpr., 1942–1945 Neuenburg (Weichsel)) mit etwa 6000 Einwohnern.

## Geographie
Die Gemeinde liegt im Kulmerland im ehemaligen Westpreußen und grenzt im Osten an die Weichsel. Ein weiteres Fließgewässer ist die Mątawa (Montau). Bydgoszcz (Bromberg) und Danzig sind etwa 70 Kilometer entfernt.

## Geschichte
Aufgrund der Bestimmungen des Versailler Vertrags musste das Gemeindegebiet 1920 zur Einrichtung des Polnischen Korridors an die Polen abgetreten werden. Seit Beginn des Zweiten Weltkriegs deutsch besetzt, kam es noch vor Kriegsende wieder an Polen.
Von 1975 bis 1998 gehörte die Gemeinde zur Woiwodschaft Bydgoszcz.

## Gliederung
Zur Stadt-und-Land-Gemeinde (Gmina miejsko-wiejska) gehören neben der Stadt Nowe zehn Dörfer (amtliche deutsche Namen bis 1945) mit einem Schulzenamt (sołectwo).
| - Bochlin - Gajewo (Sabudownia, 1901–1945 Espenwerder) - Mały Komorsk (Klein Kommorsk) - Mątawy (Montau) | - Milewko (Milewken) - Morgi (Morgi) - Osiny (Espenhöhe) | - Rychława (Richlawo) - Tryl (Treul) - Zdrojewo (Sprindt) |

Weitere Ortschaften der Gemeinde sind
| - Dolne Morgi - Głodowo (Glodowo) - Kończyce (Konschütz) - Kozielec (Koselitz) | - Milewo (Milewo) - Pastwiska - Piaski - Przyny (Adlig Przyn) | - Twarda Góra (Hardenberg) - Zabijak (Zabiak) - Zabudowania Gajewskie |